# 女人女人 (電視節目)
《女人女人》是中國電視公司（中視）的教育文化類電視節目，奧瑞傳播製作，製作人黃建福、胡齡之，主持人趙寧、崔麗心，1989年10月17日開播，1993年9月28日停播，共205集。

## 提要
1989年10月17日（星期二）21:30，《女人女人》開播，標榜完全屬於女人的節目，被歸類為教育文化類節目而非綜藝節目。在台灣電視史上，長期以來，《女人女人》這一類節目的播出時間通常被放在冷門的午間時段；由於在《女人女人》之前從來沒有一個電視節目敢以女人為特定觀眾，中視節目部看好《女人女人》的潛力，才會願意將《女人女人》播出時間擺在星期二晚間九點半檔（21:30開播）。為了《女人女人》的內容，奧瑞傳播在《女人女人》第一集首播之前就進攝影棚錄影6至7次。負責撰寫《女人女人》腳本的企劃人員有楊琴玲、徐孝美、曾進芬等人，都是女人，其中楊琴玲曾任中視綜藝節目《綜藝大亨》製作人。
《女人女人》製作群以一群「電視新鮮人」為班底，他們來自各個不同的環境，而且全都是單身貴族，對兩性之間的問題也相當陌生；他們吸納觀眾提供的許多點子與主題，融合各方不同意見，使《女人女人》能跳脫綜藝節目固有模式如歌唱、瞎掰、短劇等。節目名稱連用兩個「女人」，揭示了其設定的基本觀眾群是女性觀眾，而所有關懷女人、想了解女人的男性觀眾也是其觀眾群。奧瑞傳播表示：「我們的理想是要做出兼具娛樂性和教育意義的內容，而且每一個單元都儘量用心去做。對不同的特別來賓，就要做出特別的效果。」奧瑞傳播並以「三中時間」一詞說明《女人女人》的理想：鼓勵觀眾撤除心中藩籬，勇敢表白心意，讓兩性之間的情感交流更加清晰；「把心中話說給意中人聽，讓他（或她）感動得流下眼中淚」，這就是「三中時間」。
《女人女人》主題曲是馬玉芬主唱的〈男人不要看〉，但《女人女人》的定位是女人要看、男人也要看的節目。《女人女人》甫開播時，由於當時趙寧任教的國立臺灣師範大學認為趙寧主持《女人女人》有損他的形象，所以堅持趙寧必須退出《女人女人》；礙於校規，趙寧只能退出《女人女人》，專心任教廣播電視課程。但趙寧退出一段時間後，還是繼續主持《女人女人》。趙寧的氣質與學養搭配崔麗心的嬌俏與聰慧，調和了整個節目的氣氛。
《女人女人》塑造的談話型節目風格曾是當時臺灣電視公司與中華電視公司仿效的對象：台視仿效《女人女人》的節目有《甄妮會客室》，華視仿效《女人女人》的節目有《今晚有約》與《婚姻婚姻》，但收視率都無法與《女人女人》抗衡；《甄妮會客室》的收視率低迷導致台視曾經積極籌備的談話型節目《今夜見真章》宣告流產，高信譚與傅薇主持的《婚姻婚姻》收視率始終未能超過20%。另外，《甄妮會客室》有極濃的甄妮個人色彩，甄妮尖銳率直的表現擋住了男主持人李純恩的丰采；《婚姻婚姻》在話題的選擇上落後《女人女人》，節目型態太近似《女人女人》，走不出自己的風格，最後黯然停播。

## 單元簡介
〈女人老實說〉
每集邀請48位女性觀眾與4位男性來賓參加的現場討論與電子投票。主持人每發布一個問題，48位女性觀眾以按鈕選擇4個答案中最接近自己想法的答案，然後電腦迅速統計答案，觀眾能從電視螢幕上顯示的數字得知大多數女人心中的想法。4位男性來賓也會被問同樣的問題，然後4位男性來賓與48位女性觀眾的答案都將顯示在螢幕上，以印證究竟有多少男人了解女人。
〈圍攻男人〉
4位男性來賓與48位女性觀眾在每集特定主題內展開尖銳討論。敢來參加本單元的男性來賓，一定要有膽量、清晰的頭腦、敏銳的反應。本單元與〈女人老實說〉的主景是可以用軌道移動的觀眾席，這是奧瑞傳播耗資新台幣五十萬元打造的道具，中間可以分開以推出另一個小景。奧瑞傳播表示，像這類上軌道的道具，大多用於拍攝電影、音樂錄影帶或較精緻的戲劇節目，很少用於一般節目，而這次是首次用於社教節目。
〈性不性由你〉
邀請來賓向當時聖保祿醫院副院長兼婦產科主治醫師丁大田請教性知識，主旨是在性氾濫的社會中提供正確的性知識給觀眾。
〈女性招〉
介紹各行各業傑女性，並邀請她們談談自己在成功的背後所付出的心血。
〈茶房與茶包〉
每集邀請女藝人與趙寧閒聊，主題多與女人有關，以一個男人的觀點牽引出女人的內心深處。「茶房」係指趙寧，「茶包」係指女藝人。「茶房」一名源自趙寧的自號「趙茶房」；「趙茶房」一名來自趙寧在《大華晚報》發表的一幅自畫像，是一個戴著方帽子的茶房，題字是「風蕭蕭兮易水寒，壯士一去兮洗碗盤」。「茶包」一名源自香港電影《秋天的童話》。
趙寧被國立臺灣師範大學要求退出《女人女人》以前，受邀與趙寧閒聊的女藝人是蔡琴、黃鶯鶯與葉璦菱。
〈精緻歌曲〉
每集開放歌星演唱有關女人的歌曲，例如與女人的心情或女人的愛情有關的歌曲。導播白汝珊對本單元的要求格外嚴格，曾經為了錄一首歌而耗費一個下午。
〈老實說〉
〈女人老實說〉改版而成的單元，每集邀請30至40位男性觀眾或30至40位女性觀眾在每集特定主題內展開現場討論與電子投票。邀請男性觀眾者稱為〈男人老實說〉，邀請女性觀眾者稱為〈女人老實說〉，兩者交互播出。
〈相對論〉
〈圍攻男人〉改版而成的單元，討論「家庭」、「婚姻」之類的看似簡單、其實卻是一門複雜學問的大題目，受邀參加對談者各自擁有一套兩性之間的哲理。曾經受邀者有當時立法委員朱高正、鼓吹離婚的作家施寄青、《仕女雜誌》發行人丹扉、加拿大嘉年泰國際企業集團董事長戴照煜、著有小說《殺夫》的作家李昂、著有小說《沙豬傳奇》的作家張國、著有小說《油蔴菜籽》的作家廖輝英、旅居美國加州並擔任報社編輯的戴文、自稱「中國一千年才出一個」的作家李敖……等，個個有著高知名度與好口才，討論熱烈；例如被稱為「立法院大砲」的朱高正，在與施寄青對談〈妻子無用？丈夫無用？〉這個主題時，就出現了「談妻、談子、談家庭」的另一面，溫柔與細膩的形象完全不同於平日電視新聞中的朱高正。
〈新女性舊課題〉
是《女人女人》在1990年第25屆金鐘獎獲獎以後開播的單元，以座談會方式邀請婦女團體的領導者共同討論女人問題，儘可能完整而深入地探討「舊課題」。內容並非只是攤開來談「舊課題」，而是同時請參加座談者提出建設性的建議，以使「舊課題」能獲得解決之道，而不是天馬行空的漫天亂談。
〈議論紛紛〉
是《女人女人》在1990年第25屆金鐘獎獲獎以後開播的單元，以趣味性的「法官審被告」方式來進行。趙寧擔任法官，來賓擔任被告，趙寧向來賓逼問「罪狀」。20位現場觀眾組成陪審團，認定被告的「罪名」是否成立。
第一集的來賓黃霑自稱有一名曾經發生非法性行為的女朋友，在香港備受爭議，所以被請來受審。另外，當時已與台視簽約主持綜藝節目的巴戈也曾被請來受審，巴戈被趙寧要求「招供」自己的事業與家庭。
〈他的B〉
邀請政治人物暢談自己在觀眾印象中較不為人知的另一面，例如：謝東閔談他生命中的三個女人——太太、母親與祖母。
命名之原因是卡式錄音帶分為A面與B面，而A面是第一面，故以「B面」一詞代指另一面。
〈我夫我妻〉
邀請在〈老實說〉裡表現優異的觀眾及其配偶接受訪問，流露平凡夫妻真摯溫馨的情感。
〈女人之美〉
固定在每集片尾播出的單元，直接描繪女人。
〈女人語錄〉
固定在每集片尾播出的單元，直接描繪女人。
〈我的心情故事〉
固定在每集片尾播出的單元。以比〈女人之美〉與〈女人語錄〉更感性的手法，寫下兩性之間永世的夾纏。

## 紀錄
1990年第25屆金鐘獎，《女人女人》獲得電視金鐘獎綜藝節目獎與綜藝節目主持人獎（趙寧、崔麗心），這是非純綜藝節目首次獲得綜藝節目獎項。1992年第27屆金鐘獎，《女人女人》獲得電視金鐘獎綜藝節目獎與綜藝節目主持人獎（趙寧、崔麗心）。
1990年1月21日，台視文化公司《電視周刊》將中視旗下女性製作人王玫、歸亞蕾、周遊、玄小佛、宋岡陵、胡齡之、王安安合稱「七仙女」。
1992年11月13日，藝人張小燕參加《女人女人》錄影，同時拜會中視總經理朱宗軻及中視各相關單位主管；這是張小燕宣布主持《娛樂星聞 小燕有約》以來首次現身中視。
1993年1月27日，中視頒獎給14個節目的製作單位，10個綜藝、戲劇及社教節目獲得績優獎，4個節目獲得特別獎，各獲頒一台兩重的一面黃金獎牌；獲得績優獎的10個節目是《青青河邊草》、《一代皇后大玉兒》、《三八親姆憨親家》、《大唐風雲錄》、《歡樂一百點》、《中視劇場》、《黃金劇場》、《女人女人》、《大陸尋奇》、《歡樂傳真》。